# Miljöfarlig verksamhet
Miljöfarlig verksamhet har genom införande av Miljöbalken (1998:808) blivit ett synnerligen vidsträckt begrepp.
Begreppet definieras i 9 kap. 1 § miljöbalken som något av följande:
1. utsläpp av avloppsvatten, fasta ämnen eller gas från mark, byggnader eller anläggningar i mark, vattenområden eller grundvatten,
2. användning av mark, byggnader eller anläggningar på ett sätt som kan medföra olägenhet för människors hälsa eller miljön genom annat utsläpp än som avses i 1 eller genom förorening av mark, luft, vattenområden eller grundvatten, eller
3. användning av mark, byggnader eller anläggningar på ett sätt som kan medföra olägenhet för omgivningen genom buller, skakningar, ljus, joniserande eller icke-joniserande strålning eller annat liknande.

## Fotnoter
1. ↑  https://lagen.nu/1998:808#K9P1